# Глини Донбасу (Sibelco)
ПрАТ «Глини Донбасу» — українське підприємство, яке з 1995-го року спеціалізується на видобутку високоякісних глин, що залягають у Донецькій області, а також піску, гравію і каоліну. Продукція підприємства реалізується як на території України, так i за її межами. Власником підприємства є бельгійський концерн Sibelco Group.

## Історія
У 1995-му році підприємство було створене, як спільне україно-британське підприємство, 50 % акцій якого належали Watts Blake Bearn — найбільшому в світі виробнику комових глин. У 2000-х роках вони спільно працювали над видобутком з високоякісного родовища керамічної глини. На сьогодні підприємство належить бельгійському концерну Sibelco, який у 2009-му році придбав Watts Blake Bearn, а пізніше і ПрАТ «Глини Донбасу».
До 2011 року підприємство за організаційно-правовою формою було закритим акціонерним товариством. Після прийняття нового закону «Про акціонерні товариства» всі підприємства України, в тому числі і ЗАТ «Глини Донбасу», були зобов'язані змінити форму або на приватне, або на публічне акціонерне товариство. 
За 1995—2005 роки підприємство виготовило близько 20 млн тонн глиняної маси і 1 млрд квадратних метрів глиняної плитки, а у 2012-му виробнича потужність підприємства складала більше 965 тис. тонн.
З 6-го по 8-е грудня 2000-го року підприємство було представлено на Першому Міжнародному Форумі економічного співробітництва «Партнерство в ім'я злагоди та розвитку», що проходив у Києві.
У 2005-му році вироби ПрАТ «Глини Донбасу» були представлені на Міжнародній ярмарці «Кераміка-2005», яка проходила у м. Слов'янськ. Одночасно з цією подією, підприємство святкувало свій 10-ти річний ювілей.
У 2010-х роках на виробничій базі ПрАТ «Глини Донбасу» в Добропільському районі (станція Мерцалове) був побудований перший в Україні критий склад для зберігання глини, місткістю 100 000 тонн. На складі працює сучасна техніка, за допомогою якої глина просушується, подрібнюється і відвантажується. Наявність залізничної колії забезпечує прямі поставки.
26 грудня 2016 року наказом ДФС ПрАТ «Глини Донбасу» було внесено до «Реєстру великих платників податків на 2017 рік». Це означає, що обсяг доходу від усіх видів діяльності за останні чотири послідовні податкові (звітні) квартали ПрАТ «Глини Донбасу» перевищив п'ятсот мільйонів гривень або загальна сума сплачених до Державного бюджету України податків за платежами, що контролюються органами державної податкової служби, за такий самий період перевищив дванадцять мільйонів гривень.

## Міжнародна діяльність
80% продукції ПрАТ «Глини Донбасу» експортується до Італії, Іспанії, ОАЕ, Ізраїлю, Туреччини, Польщі, Росії, Індії, Саудівської Аравії, Португалії, Оману, Таїланду та США.
У 2016 році міжнародна компанія Saudi Ceramic Company закупила продукцію ПрАТ «Глини Донбасу» на суму 10237278.35 доларів.

## Події, пов'язані з підприємством
13 червня 2014 року до території ПрАТ «Глини Донбасу» під'їхали озброєні представники так званої ДНР на двох БТРах, кількох джипах з двома установками залпового вогню і обстріляли місто Добропілля